# Carlin Isles
Carlin Russell Isles (Massillon, 21 de novembro de 1989) é um jogador de rugby sevens estadunidense, que joga na posição de asa. Ele é considerado com um dos jogadores mais velozes do rugby.

## Carreira

### Rio 2016
Fez parte do elenco da Seleção de Rugbi de Sevens dos Estados Unidos, no Rio, ficando em nono lugar. Ele foi o artilheiro em tries do campeonato com 6 tries.